# Comostola pyrrhogona
Comostola pyrrhogona là một loài bướm đêm thuộc họ Geometridae. Nó được tìm thấy ở Indo-Australian tropics từ Ấn Độ to Đài Loan, và phía đông đến Vanuatu, Nouvelle-Calédonie, miền bắc Úc và đảo Norfolk.
Sải cánh dài khoảng 15 mm.